# Distretto di Rohtas
Rohtas è un distretto dell'India di 2 448 762 abitanti, che ha come capoluogo Sasaram.